# SPI1
 Фактор транскрипции PU.1  — белок, который у человека кодируется геном SPI1.

## Функция
Этот ген кодирует транскрипционный фактор ETS-домена, который активирует экспрессию генов во время развития миелоидных и B-лимфоидных клеток. Локализованный в ядре белок связывается с богатыми пуринами последовательностями, известными как PU-боксы, находится вблизи промоторов целевых генов и регулирует их экспрессию совместно с другими факторами транскрипции и кофакторами. Белок может также регулировать альтернативный сплайсинг целевых генов. Существуют несколько вариантов транскриптов, кодирующих различные изоформы этого гена.
Предполагается, что многократный рост синтеза Pu.1 в некоторых клетках подкожного жира при старении способствует ингибированию адипогенеза и истончению подкожной жировой ткани у пожилых.

## DB2313
DB2313 представляет собой малую молекулу, гетероциклический диамидин, который может ингибировать связывание PU.1 с его генами-мишенями, тем самым ингибируя функцию его факторов транскрипции.

## Взаимодействия
SPI1, как было выявлено, взаимодействуют с:
- FUS,[5]
- GATA2,[6]
- IRF4,[7][8]
- NONO.[9]